# Fliegerstaffel 3
Die Fliegerstaffel 3 war eine zuletzt mit Dassault Mirage IIIRS Kampfflugzeugen ausgerüstete Fliegerstaffel der Schweizer Luftwaffe. Ihre Heimatbasis bei der Auflösung war der Militärflugplatz Sion. Die Fliegerstaffel 3 trug als Wappen das AMIR (AMIR = Aufklärer Mirage)-Abzeichen. Diese Abzeichen zeigt auf weissem Grund einen mit schwarzen Linien gezeichneten Falkenkopf, dessen Hals mit blauer Farbe gefüllt ist. Der Schnabel ragt über das runde Abzeichen heraus, über dem Falkenkopf ist eine rote Ziffer 3. Bis auf die Ziffer 3 ist das Abzeichen identisch mit dem AMIR-Abzeichen der Fliegerstaffel 4 und der Fliegerstaffel 10 (diese hatten statt der 3 eine Ziffer 4 respektive 10 im Abzeichen).

## Geschichte
Die Gründung der Fliegerkompanie 3 erfolgte im Zweiten Weltkrieg mit Flugzeugen vom Typ Dewoitine D-27. Diese wurden 1944 durch C-3603 ersetzt, die bis 1952 im Dienst der Staffel blieben. Im Jahr 1945 wurde während einer Reorganisation das Fliegende Personal der Fliegerkompanie 3 in die neu geschaffene Fliegerstaffel 3 umgeteilt. Von 1952 bis 1954 setzte die Fliegerstaffel 3 Flugzeuge vom Typ Morane D-3800 und Morane D-3801 ein. Von 1954 bis 1980 war die Fliegerstaffel 3 mit De Havilland DH.112 Venom ausgerüstet. Im Jahr 1980 erfolgte die Umschulung auf den Hawker Hunter und der Militärflugplatz Ambri wurde die Heimatbasis der Fliegerstaffel 3. Die Fliegerstaffel 3 gab die Hawker Hunter 1991 ab und wurde temporär aufgelöst. Im Jahr 1992 erfolgt die Reaktivierung als Aufklärerstaffel 3. Die Mirage IIIRS Aufklärungsflugzeuge, welche zuvor alle bei der Staffel 10 im Einsatz waren, wurden nun auf diejenigen zwei weiteren Standorte aufgeteilt, auf welchen die Staffel 10 schon zuvor Ableger betrieben hatte. Deshalb wechselte auch das Staffelabzeichen der Dreier auf das bis auf die Nummer 4 identische Abzeichen der Staffel 10. Heimatbasis war nun der Militärflugplatz Sion. Im Jahr 2002 wurde die Aufklärerstaffel 3 aufgelöst, respektive in die Aufklärerstaffel 10 integriert.

## Flugzeuge

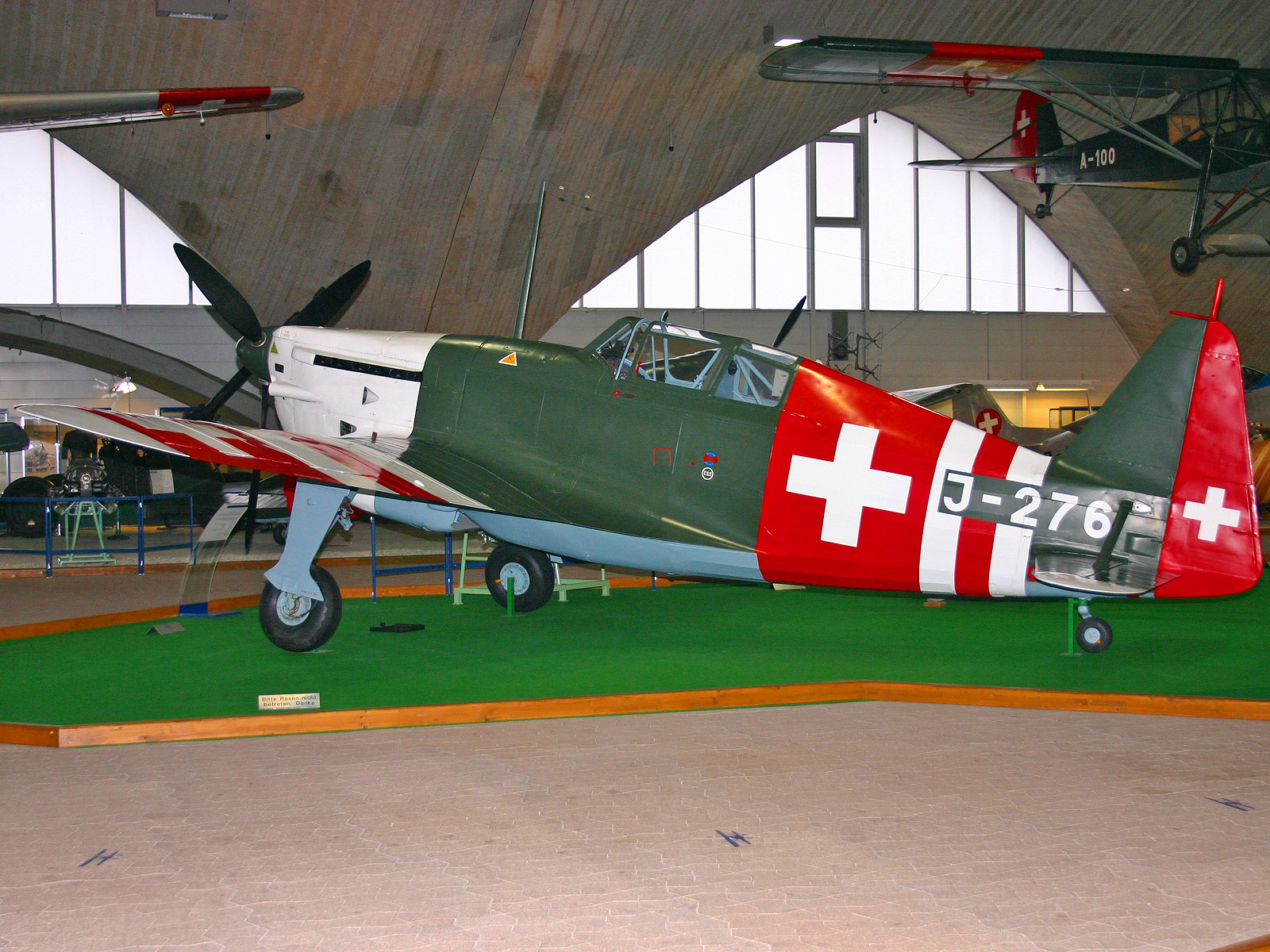
Morane D-3800
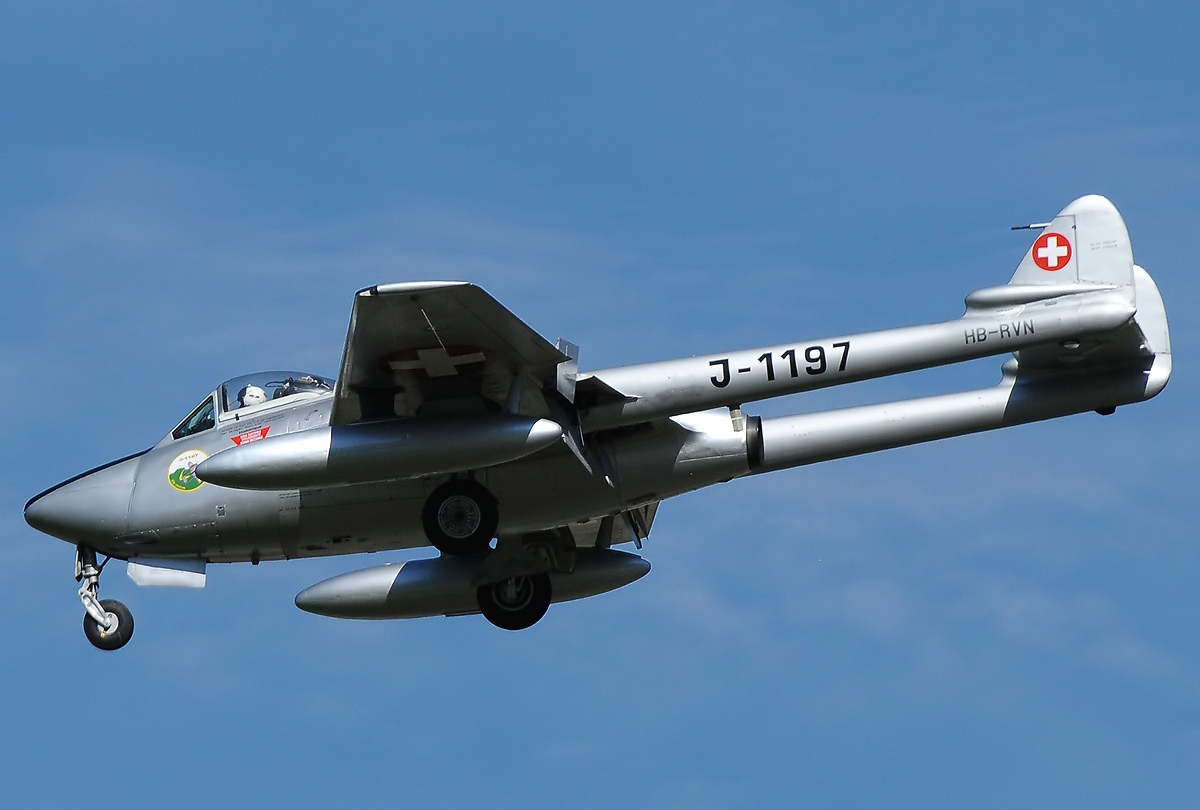
de Havilland DH.100 Vampire
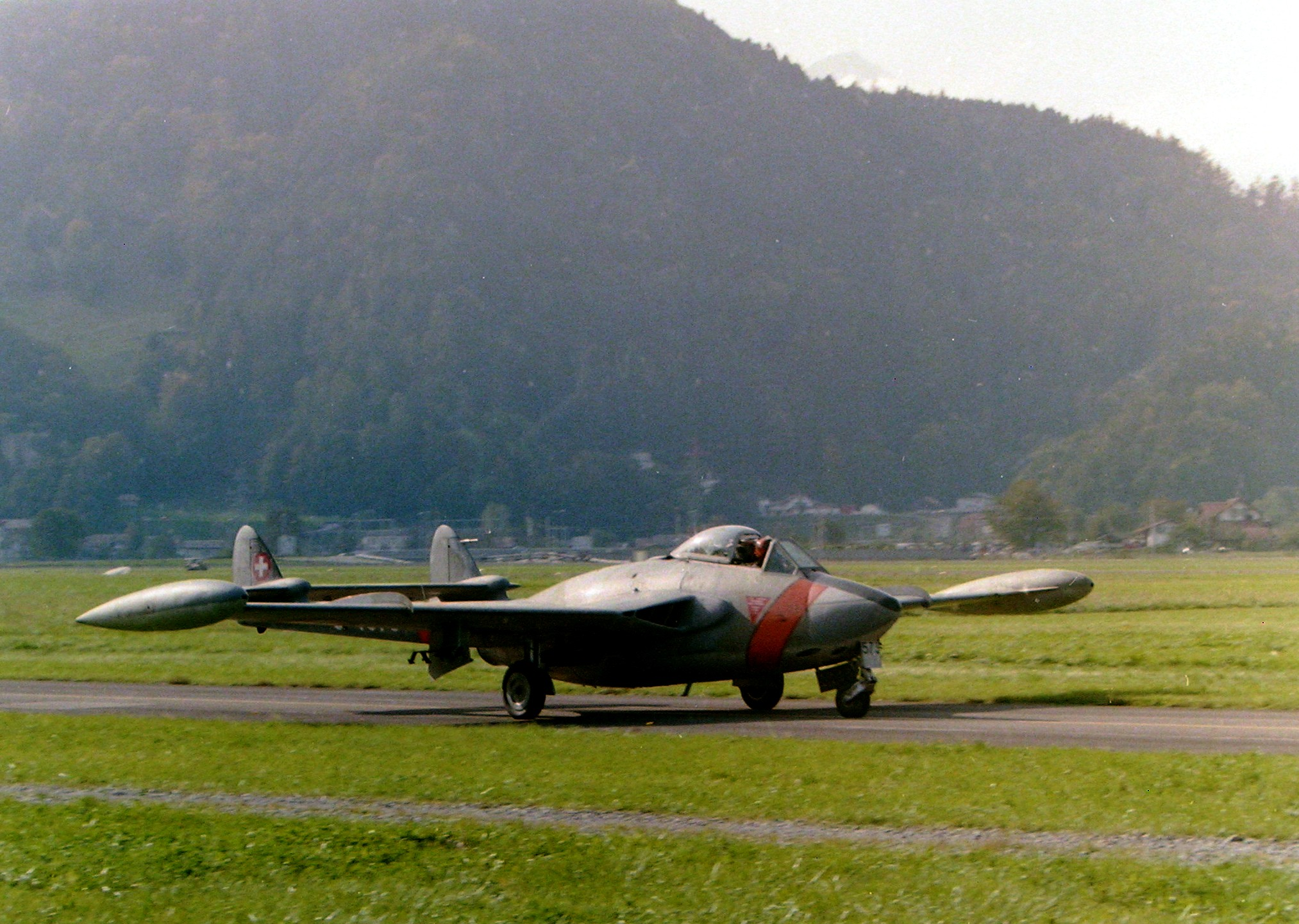
de Havilland DH.112 Venom
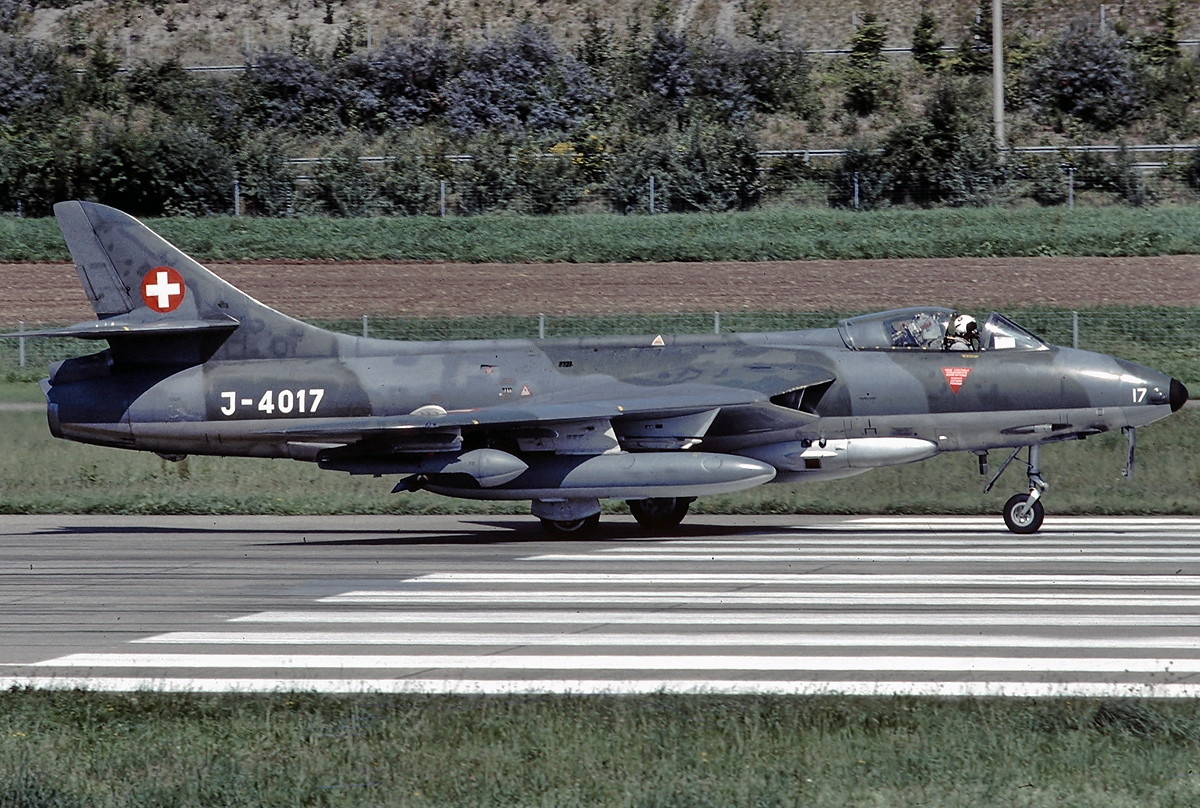
Hawker Hunter
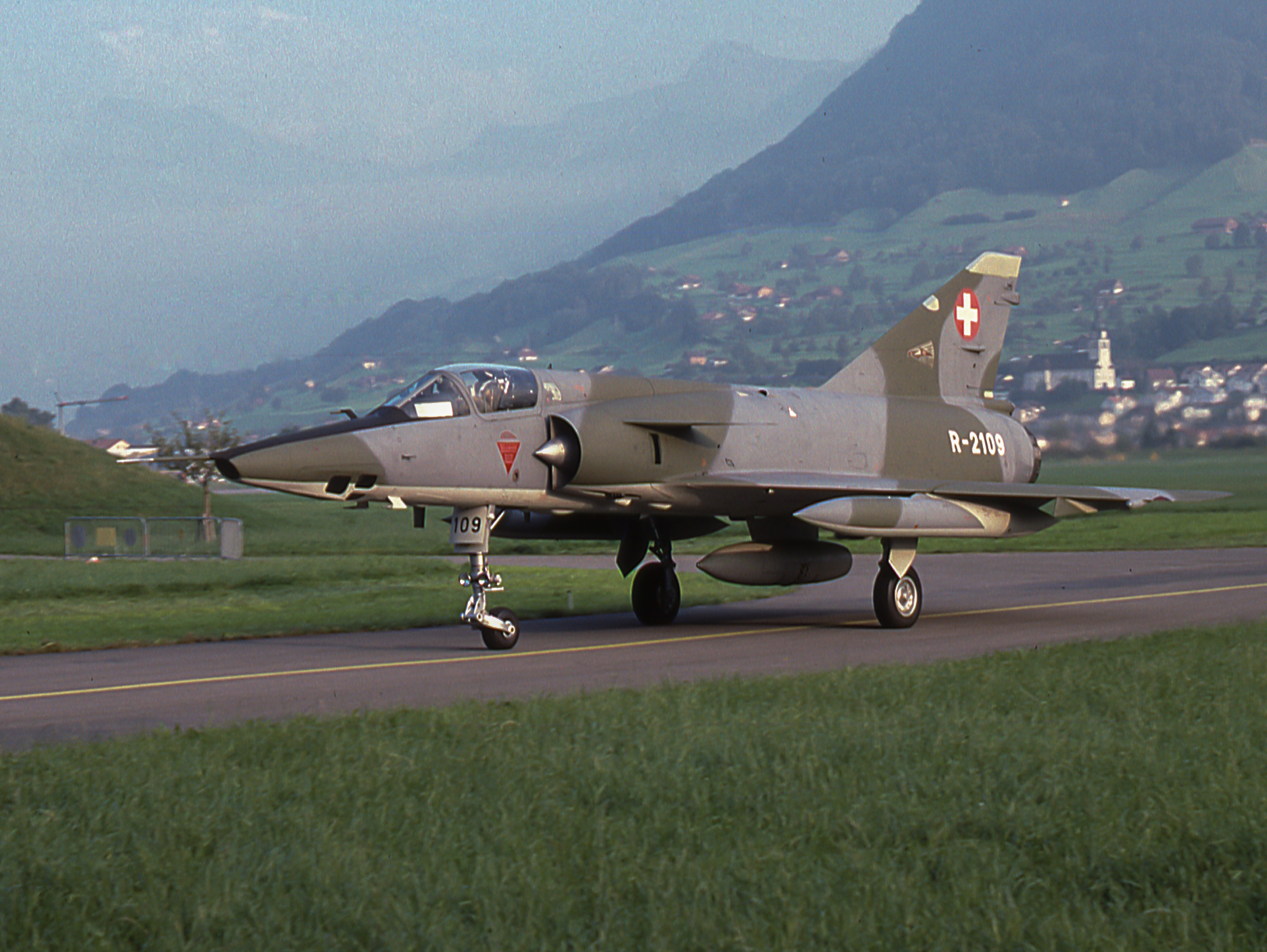
Dassault Mirage IIIRS